# Astragalus yangii
Astragalus yangii är en ärtväxtart som beskrevs av Chieh Chen och Zi G.Qian. Astragalus yangii ingår i släktet vedlar, och familjen ärtväxter. Inga underarter finns listade i Catalogue of Life.